# Red Cliffs
Red Cliffs (4 596 habitants) est une ville du nord de l'État de Victoria en Australie.
Elle est située à 16 km de Mildura, à 544 km de Melbourne près du fleuve Murray.
La ville doit son nom ("falaises rouges") aux falaises rouges qui limitent le cours du Murray. Hautes de 70 mètres, elles sont situées à 4,5 kilomètres de la ville.
La principale ressource de la ville est la culture des agrumes et des raisins de table.
La région a été habitée par les européens pour la première fois en 1918 après la Première Guerre mondiale quand 700 anciens soldats vinrent se reconvertir dans la culture de la vigne. Après la Seconde Guerre mondiale, il y eut de nouvelles installations.